# Centroclisis speciosa
Centroclisis speciosa is een insect uit de familie van de mierenleeuwen (Myrmeleontidae), die tot de orde netvleugeligen (Neuroptera) behoort. 
Centroclisis speciosa is voor het eerst wetenschappelijk beschreven door Hölzel in 1983.